# Jacobsdorf
Jacobsdorf település Németországban, azon belül Brandenburgban. Lakosainak száma 1883 fő (2023. december 31.).

## Népesség
A település népességének változása:
| Lakosok száma | 1863 | 1896 | 1867 | 1884 | 1886 | 1883 |
|               | 2015 | 2017 | 2019 | 2021 | 2022 | 2023 |